# 고코곤 천황
고코곤 천황(일본어: 後光厳天皇, 1336년 4월 14일 ~ 1374년 3월 12일)은 일본 남북조 시대의 북조 제4대 천황이다. 메이지 시대 이전의 학자들에 따르면 그의 치세는 1352년에서 1371년까지였다.
호칭은 아버지 고곤 천황(일본어: 光厳天皇)을 따라서 지어진 것으로, 비한자문화권에서는 고곤 2세로도 불린다. 휘(諱)는 이야히토(弥仁)다.
고코곤 천황은 고곤 천황의 차남이자 고묘 천황의 조카이자 스코 천황의 동생이며, 어머니는 산죠 구니히데(三条公秀)의 딸 히데코(秀子)였다.

## 생애
1352년 아시카가 다카우지는 남조에 화의를 청했고 이로 인해 둘로 나뉘었던 황통은 잠시 남조 쪽으로 통일되었다. 그러나 이듬해인 1352년 남조가 교토로 진격하면서 평화는 깨졌다. 남조는 북조의 공격을 맡아 교토에서 퇴각하면서 천황 자리에서 물러난 북조의 고곤 천황, 고묘 천황뿐만 아니라 스코 천황과 황태자 그리고 황자 나오히토(고곤 천황의 아들)까지 교토에서 요시노로 이송하였다. 이는 교토에서 천황으로 즉위할 만한 인물을 없애기 위해서였다.
천황이 사라지자 교토의 공무는 마비되었고 이야히토는 아시카가 요시아키라 등의 추대로 고코곤 천황으로 즉위했다. 그러나 남조의 빈번한 교토 점령으로 고코곤 천황도 몇 번이나 오미 등으로 도피해야 했다.
1370년 고코곤 천황은 아들 오미토 친왕에게 양위하겠다는 의사를 막부 측에 전달했고 이 과정에서 형 스코 천황이 자신의 아들인 요시히토 친왕을 황태자로 세우고 싶어해 갈등이 빚어졌으나 막부는 고코곤 천황의 손을 들어주었다. 고코곤 천황은 이듬해 양위하였고 1374년 병으로 죽었다.

## 가계도
- 텐지 : 스켄몬인(崇賢門院) 히로하시(후지와라) 나카코(츄시)(廣橋(藤原) 仲子) (1339-1427) - 젠호지 마사키요(善法寺 通清)의 딸이자 히로하시 카네츠나(広橋 兼綱)의 양녀
  - 제2황자 : 오오히토 친왕(緒仁 親王) - (고엔유 천황)
  - 제6황자 : 에이죠 법친왕(永助 法親王) 또는 히토나가 친왕(煕永 親王) (1362-1437)
  - 제7황자 : 교닌 법친왕(尭仁 法親王) (1363-1430)
  - 제13황자 : 교세이 법친왕(尭性 法親王) (1371-1388)
- 궁인 : 우에몬사노 츠보네(右衛門佐局) 후지와라씨(藤原氏)
  - 제1황자 : 타츠사다 친왕(尊貞 親王) 또는 료닌 법친왕(亮仁 法親王) (1355-1370)
  - 제3황자 : 히토히라 친왕(煕平 親王) 또는 코죠 법친왕(行助 法親王) (1360-1386)
  - 제4황자 : ? (1361-1369)
  - 제8황자 : 카쿠죠 법친왕(覚增 法親王) (1363-1390)
- 궁인 : 호키노 츠보네(伯耆局) 후지와라씨(藤原氏) - 승려 호겐(法印) 쵸카이(長快)의 딸이자 오기마치산죠 사네츠구(正親町三条 実継)의 양녀
  - 제1황녀 : 준삼후(准三后) 나오코(치시) 내친왕(治子 内親王) (?-1390)
  - 제5황자 : 아리히토 친왕(新仁 親王) 또는 카쿠에 법친왕(覚叡 法親王) (1361-1377)
  - 제9황자 : 히사타츠 친왕(久尊 親王) 또는 토엔 법친왕(道円 法親王) (1364-1385)
  - 제12황자 : 쇼죠 법친왕(聖助 法親王) (1371-?)
- 궁인 : 오이나곤나이시(少納言内侍) 타치바나 시게코(한시)(橘繁子) - 타치바나 모테시게(橘 以繁)의 딸
  - 제11황자 : 묘쇼 법친왕(明承 法親王) (1367-1396)
- 생모불명
  - 제10황자 : 칸슈 법친왕(寛守 法親王) (1366-1401)
  - 제14황자 : 미치노부 친왕(道信 親王) 또는 칸쿄 법친왕(寛教 法親王) (1373-1405)
  - 제2황녀 : 미코(겐시) 내친왕(見子 内親王)
  - 제15황자 : ?
  - 제3황녀 : 슈닌 여왕(秀仁 女王)

## 같이 보기
- 일본 천황